# 惊群问题
惊群问题是计算机科学中，当许多进程等待一个事件，事件发生后这些进程被唤醒，但只有一个进程能获得CPU执行权，其他进程又得被阻塞，这造成了严重的系统上下文切换代价。
解决办法可能有：
1. 不希望把所有进程都唤醒，就采用定点唤醒某一个进程的做法。
2. 尽量避免进程上下文切换。